# Dare
Dare är den brittiska gruppen The Human Leagues tredje studioalbum och gavs ut 1981. Det producerades av Martin Rushent och The Human League. 
Dare blev Human Leagues största skivframgång. Det blev 1:a på brittiska albumlistan där den låg på listan i hela 69 veckor. Det blev även 1:a på Sverigetopplistan samt i Kanada och Nya Zeeland. På amerikanska albumlistan nådde det 3:e plats. Låtarna The Sound of the Crowd, Love Action (I Believe in Love), Open Your Heart och Don't You Want Me blev stora hits, sistnämnda även i USA. Dare blev en av de mest sålda skivorna under hela 1980-talet.[källa behövs]
Albumet finns med i boken  1001 Albums You Must Hear Before You Die.

## Låtlista
1. The Things That Dreams Are Made Of (Oakey/Wright) - 4.14
2. Open Your Heart (Callis/Oakey) - 3.53
3. The Sound of the Crowd (Burden/Oakey) - 3.56
4. Darkness (Callis/Wright) - 3.56
5. Do or Die (Burden/Oakey) - 5.23
6. Get Carter (Budd) - 1.02
7. I Am the Law (Oakey/Wright) - 4.14
8. Seconds (Callis/Oakey/Wright) - 4.58
9. Love Action (I Believe in Love) (Burden/Oakey) - 4.58
10. Don't You Want Me (Callis/Oakey/Wright) - 3.56

## Medverkande
- Ian Burden - Synthesizer
- Jo Callis - Synthesizer
- Joanne Catherall - Sång
- Philip Oakey - Sång, synthesizer
- Susanne Sulley - Sång
- Philip Adrian Wright - Synthesizer
- Martin Rushent – Programmering
- Dave Allen – Programmering & assisterande ljudtekniker